# Drept de găzduire vremelnică a copilului
Dreptul de găzduire vremelnică (droit d’hébergement de l'enfant în franceză) este reprezentat de dreptul părintelui necustodian, al părintelui custodian nerezident sau al altor persoane semnificative din viața copilului de a menține legături personale cu copilul prin faptul că adultul în cauză poate să găzduiască minorul la domiciliul său pentru anumite perioade de timp. Dreptul de găzduire reprezintă una dintre modalitățile recomandate de lege pentru menținerea de legături personale între un părinte (sau o altă persoană semnificativă cu care copilul a dezvoltat legături de atașament) care nu locuiește permanent cu minorul .  Se vorbește despre un drept de găzduire vremelnică pentru un părinte atunci când în familie, după divorț, s-a implementat un aranjament de tip custodie comună legală sau de tip custodie unică. Părintele decăzut din exercitarea drepturilor părintești nu are, de regulă, dreptul de a întreține relații personale cu minorul.
Există și alte forme de realizare a legăturilor personale ca de pildă dreptul de acces, dreptul de vizită, dreptul de corespondență și accesul părintelui la informații privitoare la minor.

## Suport legal

### Legistație europeană
| “                                                                               | Orice copil are dreptul de a întreține cu regularitate relații personale și contacte directe cu ambii părinți, cu excepția cazului în care acestea sunt contrare interesului său. | ” |
| — Articolul 24 litera (3) din Carta drepturilor fundamentale a Uniunii Europene | |   |

### Legislație românească
În România suportul legal este asigurat de Legea 272/2004 prin articolele 14-17
- Dispozițiile art. 14 din Legea 272/2004 consacră dreptul fundamental al minorului de a "menține relații personale și contacte directe cu părinții, rudele, precum și cu alte persoane față de care copilul a dezvoltat legături de atașament”.
- Dispozițiile art. 15 din Legea 272/2004 enumerează modalitățile de realizare ale legăturilor personale dintre minor și persoanele mai sus enunțate, dreptul de găzduire fiind menționat la litera (c).

### Decizia Curții Constituționale a României cu privire la dreptul de găzduire
Prin Decizia nr 82 din data de 25.02.2003 Curtea Constituțională a României a decis că este accesul părintelui nerezident la minor este mai mult decât util chiar și atunci când minorul se exprimă verbal în sensul de a nu accepta acest acces. Cu alte cuvinte, copilul, mai ales cel sub vârsta de 14 ani, nu are un drept de veto iar părintele rezident este obligat să încurajeze și chiar să impună copilului respectarea programului de legături personale decis de către instanță. În această speță instanța spune următoarele: "se poate întâmpla, în asemenea situații, ca părintele căruia i-a fost încredințat copilul să se defuleze, transmițându-i acestuia ostilitatea pe care o resimte față de fostul soț, care, deși, poate întemeiată din punctul său de vedere, nu este de natură să îl descalifice pe acesta din urmă (n.n. părintele nerezident) ca părinte, fiind lipsită de justificare din punctul de vedere al copilului. Prin urmare, instabilitatea afectivă și emoțională a minorului, pe fondul unei imaturități psihice și a lipsei experienței de viață, îl privează pe acesta de posibilitatea de a sesiza care este adevăratul său interes și, adesea, de a discerne intre bine și rău. [...] celalalt părinte, căruia i s-a încredințat copilul și care este debitorul obligațiilor corelative, fiind ținut sa-i asigure fostului sau soț, care și-a păstrat calitatea de părinte, realizarea efectivă a drepturilor conferite de lege. O atare conduită cooperantă este impusă de împrejurarea că drepturile menționate constituie, în realitate, mijloace pentru îndeplinirea obligațiilor pe care le are orice părinte fata de copilul său și care subzista atâta timp cât părintele nu este decăzut din drepturile părintești."

## Exemple de programe de legături personale
- Exemplu de program de legături personale între tată și minori[nefuncțională]
- Exemplu de program de legături personale între bunici și minora ce locuiește în altă țară[nefuncțională]
- Exemplu de program de legături personale între bunici din partea unui părinte decedat și copil[nefuncțională]

## Modele de documente în relație cu dreptul de acces
- Model Notificare cu privire la respectarea programului de legături personale.doc
- Model Cerere asistență din partea poliției de proximitate

## Drepturile părinților și ale copiilor ca membrii unei familii
- Dreptul de supraveghere
- Dreptul de găzduire a minorului
- Dreptul de vizită
- Dreptul de acces la minor
- Dreptul de corespondență între minor și persoanele semnificative din viața sa
- Autoritatea părintească
- Dreptul de acces la informațiile privitoare la minor
- Dreptul de decizie cu privire la bunăstarea copilului
- Dreptul bunicilor la legături personale
- Dreptul copilului de a fi informat despre persoanele semnificative din viața sa